# 마르티스

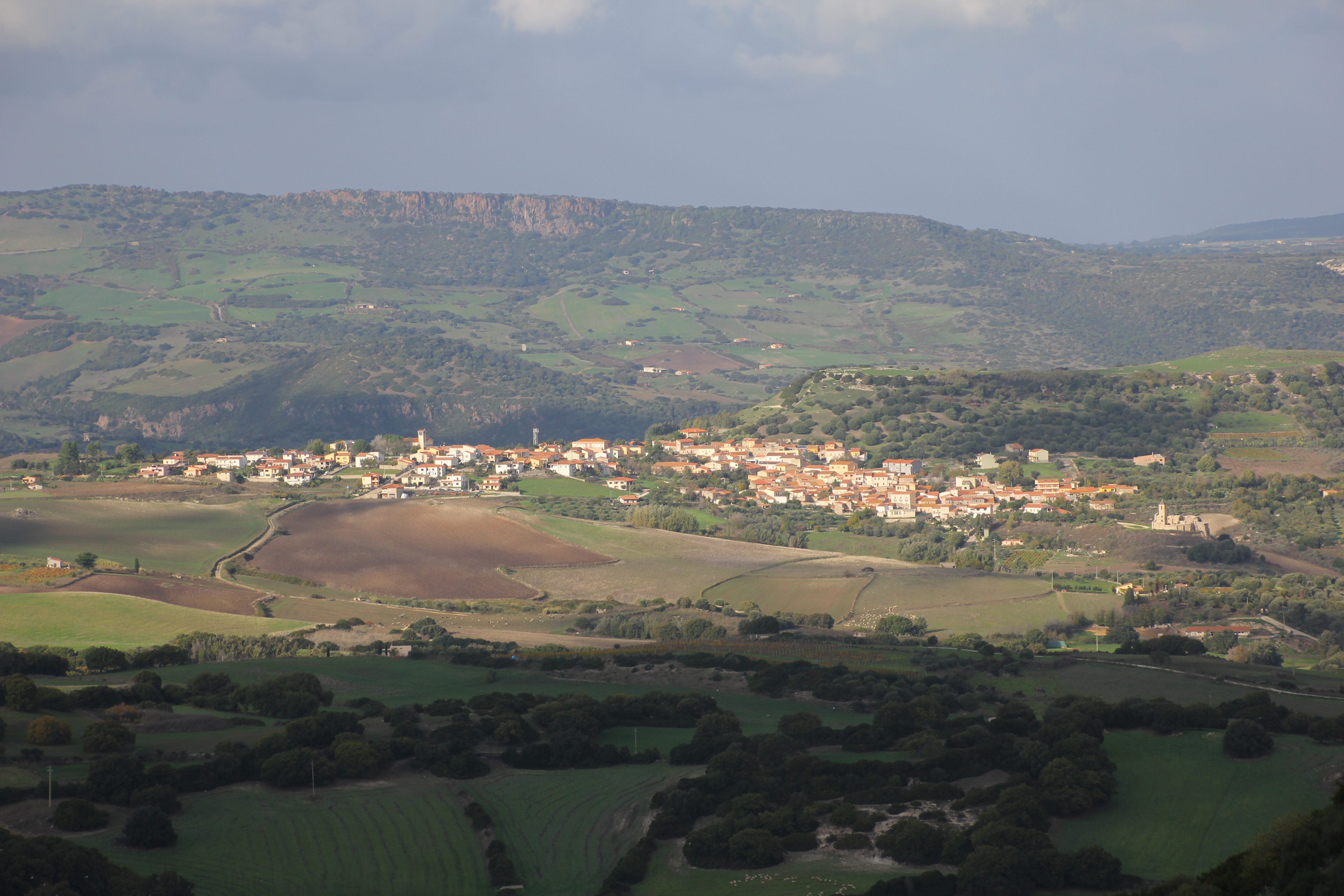

마르티스(Martis)는 이탈리아 사르데냐 주에 속하는 도시이다.